# Fledermauswinterquartier im Asphaltstollen, Hils
Das Fledermauswinterquartier im Asphaltstollen, Hils ist ein Naturschutzgebiet im gemeindefreien Gebiet Eimen im Landkreis Holzminden, Niedersachsen.

## Allgemeines
Das Naturschutzgebiet mit dem Kennzeichen NSG HA 227 ist circa 4,1 Hektar groß. Das 2,6 Hektar große FFH-Gebiet „Asphaltstollen im Hils“ ist Bestandteil des Naturschutzgebietes. Das Gebiet steht seit dem 22. November 2018 unter Naturschutz. Zuständige untere Naturschutzbehörde ist der Landkreis Holzminden.

## Beschreibung
Das aus zwei Teilflächen bestehende Naturschutzgebiet liegt östlich von Eschershausen im Westen des Hils. Es stellt einen nach Westen exponierten Bereich des Wintjenberges mit einem weitverzweigten Stollensystem mit Mundlöchern unter Schutz, das durch den Abbau von Naturasphalt entstanden ist, sowie einen Tagebruch am Südosthang des Wintjenberges. Auf dem Wintjenberg stockt ein Wald, in den im Naturschutzgebiet ein artenreicher Kalkmagerrasen eingebettet ist. Im Naturschutzgebiet sind mehrere Tümpel zu finden.
Das Naturschutzgebiet dient dem Schutz verschiedener Fledermäuse. So kommen hier Teichfledermaus, Großes Mausohr, Wasserfledermaus, Große und Kleine Bartfledermaus und Fransenfledermaus vor. Auf dem Kalkmagerrasen siedeln verschiedene Pflanzenarten, darunter die Orchideenarten Mückenhändelwurz, Geflecktes Knabenkraut und Kreuzenzian.